# Rosana Pinheiro-Machado
Rosana Pinheiro-Machado é uma antropóloga brasileira, atualmente lecionando no Departamento de Ciência Política e Sociais da Universidade de Bath, no Reino Unido. Ela estuda os impactos econômicos e políticos do comércio no Sul Global, particularmente no Brasil e China. É colunista no jornal The Intercept.

## Vida
Pinheiro-Machado formou-se em Ciências Sociais na Universidade Federal do Rio Grande do Sul em 2002, um curso que escolheu com a intenção de preparar-se para uma carreira política. No entanto, durante sua graduação, ela começou a focar-se no estudo da antropologia e etnografia, e concluiu doutorado em antropologia na Universidade Federal do Rio Grande do Sul em 2009. Foi também estudante visitante na University College London em 2008.
Pinheiro-Machado lecionou na Universidade de Oxford entre 2013 e 2016. Também lecionou na Universidade de Harvard e na Universidade de São Paulo. Em 2016, tornou-se professora visitante na Universidade Federal de Santa Maria, e em 2019 tornou-se professora permanente nesta instituição. Também lecionou na Universidade de Bath em 2019.

## Realizações
Pinheiro-Machado editou e escreveu seis livros, três como co-autora. Seu primeiro livro foi China, Passado e Presente, publicado em 2011, visando colocar em uma perspectiva histórica a política e sociedade chinesa contemporânea para uma audiência global. Seu segundo livro, publicado em 2017, também incluiu a China como um dos seus principais assuntos: em Counterfeit Itineraries in the Global South: The human consequences of piracy in China and Brazil, Pinheiro-Machado apresenta um retrato etnográfico de como mercadorias baratas produzidas na CHina viajam por um mercado no sul global, se focando nas políticas de como o valor monetário é produzido para a troca de mercadorias.
Em 2020, Pinheiro-Machado publicou o livro Amanhã vai ser maior. O livro traça os eventos recentes na história brasileira que levaram a eleição de Jair Bolsonaro, tornando-o presidente do Brasil, e argumenta que há oportunidades eminentes para a esquerda brasileira para desafiar o governo de direita.
Pinheiro-Machado foi colunista regular do jornal The Intercept, onde frequentemente escreveu artigos sobre a política e sociedade brasileira contemporânea. Ela também já escreveu em outros jornais promenientes como o The Washington Post e Jacobin, e as suas opiniões e trabalho também foram publicadas frequentemente em jornais como Zero Hora.
Em 2022, foi laureada pela European Research Council (ERC) com um financiamento de dois milhões de euros (à época, aproximadamente R$ 11 milhões) para desenvolver uma pesquisa que irá investigar a conexão entre trabalho precarizado, a plataformização do trabalho, e a ascensão de regimes autoritários no Sul Global.

## Escritos
- China, Passado e Presente (2011) ISBN 978-8574212210
- Itinerários Contrafeitos no Sul Global: As consequências humanas da pirataria na China e no Brasil (2017)
- Amanhã vai ser maior (2020). ISBN 978-8542218145          ‎